# Shinan
För andra betydelser, se Shinan (olika betydelser).
Shinan är ett stadsdistrikt i Qingdao i Shandong-provinsen i norra Kina.